# Blepharotoma tarsalis
Blepharotoma tarsalis är en skalbaggsart som beskrevs av Blanchard 1850. Blepharotoma tarsalis ingår i släktet Blepharotoma och familjen Melolonthidae. Inga underarter finns listade.